# La pena de mort (drama en tres actes)
La pena de mort és un drama en tres actes i en vers, original de Josep Martí Folguera i Frederic Soler, estrenat pel Teatre Català instal·lat al teatre Romea de Barcelona, la nit del 29 de novembre de 1887.
L'acció té lloc a Barcelona. Segons l'erudit reusenc Joaquim Santasusagna, és una obra que entronca un esdeveniment amb un cas judicial. Es desenvolupa en un ple ambient forense, ja que intervé en l'acció tot un tribunal i es planteja el cas d'una última pena. S'anticipa als drames moderns d'importació estrangera, en els quals la intervenció de la magistratura absorbeix tota l'acció. Aquesta temàtica no va tenir seguidors a Catalunya fins que les obres forasteres la van posar de moda.

## Repartiment de l'estrena
- Donya Marta: Mercè Abella
- Blanca: Maria Cuello.
- Rogent: Teodor Bonaplata.
- Don Albert: Jaume Martí
- El fiscal: Joan Isern.
- Sebastià: Iscle Soler.
- Magistrat 1r: Jaume Virgili.
- Magistrat 2n: Ramon Valls
- Un criat: Mateu Marquès.